# Кони Талбот
Кони Талбот (на английски: Connie Talbot) е британска певица, започнала сценични изяви още като дете.

## Биография
Родена е на 20 ноември 2000 г. Родителите ѝ са Шарън и Гавин Талбот. Живее в Лондон със семейството си.
Става известна през 2007 г., когато достига до финала на шоуто „Великобритания търси талант“, където губи от Пол Потс (Paul Potts).
На 26 ноември 2007 г. издава дебютния си албум Over the Rainbow. Албумът е преиздаден с новата песен Three Little Birds на 18 юни 2008 г. Продадени са над 250 000 броя по целия свят.
Вторият ѝ албум, коледен, е издаден на 24 ноември 2008 г. Третият ѝ албум, празничен, е издаден през 2009 г.